# اف‌دی‌آر (بازی ویدئویی)
اف‌دی‌آر یک بازی ویدئویی سی‌دی-رام تعاملی است که در سال ۱۹۹۶ توسط کوربیس توسعه یافت. این بازی این امکان را به بازیکنان می‌دهد تا با استفاده از تصویرها، اسناد، فیلم، گاه‌شمار و دیگر رسانه‌ها، اوقات و زندگی فرانکلین دلانو روزولت را کشف کنند.

## توسعه
اف‌دی‌آر در سال ۱۹۹۶ منتشر شد. استراتژی توزیع این بازی شامل، توزیع در فروشگاه‌های موزه و سایر مراکز فروش ویژه بود. این بازی یکی از شش بازی است که توسط کوربیس ساخته شده‌است. سازندگان، این بازی را در مصاحبه‌ای در مجله تایم تبلیغ کردند.